# Agromyza polygoni
Agromyza polygoni este o specie de muște din genul Agromyza, familia Agromyzidae, descrisă de Erich Martin Hering în anul 1941.
Este endemică în Germania. Conform Catalogue of Life specia Agromyza polygoni nu are subspecii cunoscute.